# Iris schachtii
Iris schachtii là một loài thực vật có hoa trong họ Diên vĩ. Loài này được Markgr. miêu tả khoa học đầu tiên năm 1957.